# Erpetogomphus heterodon
Erpetogomphus heterodon là một loài chuồn chuồn ngô thuộc họ Gomphidae. Nó được tìm thấy ở México và Hoa Kỳ. Môi trường sống tự nhiên của nó là các con sông.